# Charles B. Atwood
Pour les articles homonymes, voir Atwood.
Charles Bowler Atwood (né en 1849 au Massachusetts et mort en 1895 à Chicago) était un architecte américain qui a conçu plusieurs bâtiments et un grand nombre de structures secondaires pour l'Exposition Colombienne de 1893 à Chicago dont le musée des Sciences et de l'Industrie. Il a aussi conçu un certain nombre de bâtiments remarquables dans la ville de Chicago comme le palais des beaux-arts de Chicago ou encore le Reliance Building.